# Рејналдо Бињоне
Рејналод Бенито Антонио Бињоне (шп. Reynaldo Benito Antonio Bignone; 21. јануар 1928 — 7. март 2018) је био аргентински генерал који је служио као 41. председник Аргентине од 1. јула 1982. године до 10. децембра 1983. године. Бињоне је 2010. године осуђен на 25 година затвора због своје улоге у отмицама, мучењу и убиствима особа осумњиченим да се супротстављају влади током Прљавог рата. Уз Омара Графињу и Сантијага Омара Ривероса, био је један од последње тројице живих чланова војне хунте.